# Prostitution au Bénin
La prostitution au Bénin est légale mais les activités connexes telles que la tenue d'un bordel et le fait de profiter de la prostitution d'autrui sont illégales.
L'ONUSIDA estime qu'il y a environ 15 000 prostituées dans le pays. La plupart d'entre elles sont des migrantes des pays voisins, principalement, le Nigeria, le Togo et le Ghana. Seulement 15 % des prostituées sont béninoises. La prostitution se produit dans les rues, dans les bars, restaurants, hôtels et bordels. Avec l'avènement du smartphone, de nombreuses prostituées utilisent des applications pour prendre des dispositions avec leurs clients.
Beaucoup de femmes entrent dans la prostitution pour des raisons économiques. Certaines jeunes femmes béninoises apprennent l'anglais afin de pouvoir se rendre au Nigeria pour travailler comme prostituées, car le Nigeria a une industrie du sexe florissante.
Dans les zones rurales, la veuve se tournera discrètement vers la prostitution pour subvenir aux besoins de sa famille. Il s'agit d'une tradition culturelle et sociale qui n'est pas considérée comme de la prostitution par la communauté, mais comme une méthode de préservation du nom de famille. Tous les enfants nés de ces liaisons prennent le nom du mari décédé. Il n'est pas rare qu'une veuve ait cinq enfants après la mort de son mari.
Le VIH, le trafic sexuel et le tourisme sexuel impliquant des enfants sont des problèmes dans le pays.

## Santé sexuelle
Comme dans d'autres pays d'Afrique subsaharienne, le VIH est un problème. Les professionnel(le)s du sexe font partie des groupes à haut risque. Les clients sont souvent des militaires et des camionneurs. En raison de leurs déplacements, s'ils sont infectés, ils propagent potentiellement l'infection sur une vaste zone.
En 1992, un projet de prévention, appuyé par l'Agence canadienne de développement international (ACDI) a été mis en place auprès des travailleuses du sexe dans la plus grande ville, Cotonou. Cela a vu l'utilisation du préservatif augmenter et le VIH parmi les professionnel(le)s du sexe passer de 53,3 % en 1993 à 30,4 % en 2008. La prévalence des autres IST a également diminué significativement au cours de la même période : gonorrhée 43,2 à 6,4 % et chlamydia 9,4 à 2,8 %.
L'ONG Centre d'études, de recherches et d'interventions pour le développement (CERID) offre aux professionnel(le)s du sexe des soins médicaux et des conseils gratuits. L'ONUSIDA a rapporté en 2016 que la prévalence du VIH parmi les professionnel(le)s du sexe dans le pays était de 15,7 %.

## Trafic sexuel
Le Bénin est un pays d'origine, de transit et de destination pour les femmes, les enfants victimes de trafic sexuel. La plupart des victimes identifiées sont des filles béninoises victimes de trafic sexuel à Cotonou et dans le corridor sud du Bénin. Les filles togolaises sont exploitées dans le commerce du sexe au Bénin. Des cas de tourisme sexuel impliquant des enfants impliquant à la fois des garçons et des filles le long de la côte et dans le département du Mono ont été signalés au cours des années précédentes. Une enquête menée en 2016 dans les villes de Cotonou dans le Sud du Bénin et de Malanville au nord du Bénin a indiqué que les filles sont victimes d'exploitation sexuelle, y compris de trafic sexuel potentiel, dans ces deux villes. Le département de l'Ouémé, dans le sud-est du Bénin, aurait été une zone principale de recrutement d'enfants victimes de la traite exploités par la suite en république du Congo. La plupart des enfants victimes interceptés au Bénin, qu'ils soient originaires du Bénin ou d'autres pays d'Afrique de l'Ouest, sont exploités ou en voie d'être exploités à l'intérieur du pays. Le Bénin est le plus grand pays d'origine des victimes de la traite en république du Congo ; Les victimes béninoises font également l'objet de traite au Nigeria, au Gabon et au Liban. Les femmes ouest-africaines sont exploitées dans le commerce du sexe au Bénin. Des jeunes femmes béninoises sont recrutées au Bénin par des recruteurs béninois et libanais sans licence pour du travail domestique au Liban et au Koweït ; Selon certaines informations, certaines sont contraintes de se prostituer. L'OCPM rapporte que les trafiquants ne voyagent plus avec des enfants victimes déplacés à l'intérieur du pays ou vers des pays voisins. Les victimes voyagent désormais seules et sont accueillies par les trafiquants ou leurs complices une fois arrivées à destination. Cette tactique rend les enquêtes plus difficiles.
Les lois existantes n'interdisent pas toutes les formes de traite. La loi de 2006 relative au transport des mineurs et à la répression de la traite des enfants (loi 2006-04) criminalise la traite des enfants mais se concentre sur le déplacement des enfants plutôt que sur leur exploitation ultime et prévoit des peines de six mois à deux ans d'emprisonnement ou des amendes si les enfants sont déplacés à des fins d'exploitation par le travail; ces peines ne sont pas suffisamment sévères. Le code pénal interdit le recrutement ou l'offre d'une personne à des fins de prostitution et la facilitation de la prostitution avec des peines de six mois à deux ans d'emprisonnement. Aucune de ces peines n'est suffisamment sévère ou proportionnée aux peines prescrites pour d'autres crimes graves. Une législation complète contre la traite qui criminaliserait toutes les formes de traite, y compris la traite des adultes, est en attente d'examen par le ministère de la Justice depuis septembre 2012.
Le Bureau de surveillance et de lutte contre la traite des personnes du département d'État des États-Unis classe le Bénin parmi les pays du « niveau 2 ».